# Zophosis solivaga
Zophosis solivaga là một loài bọ cánh cứng trong họ Tenebrionidae. Loài này được Koch miêu tả khoa học năm 1958.